# Kuronské kolonie

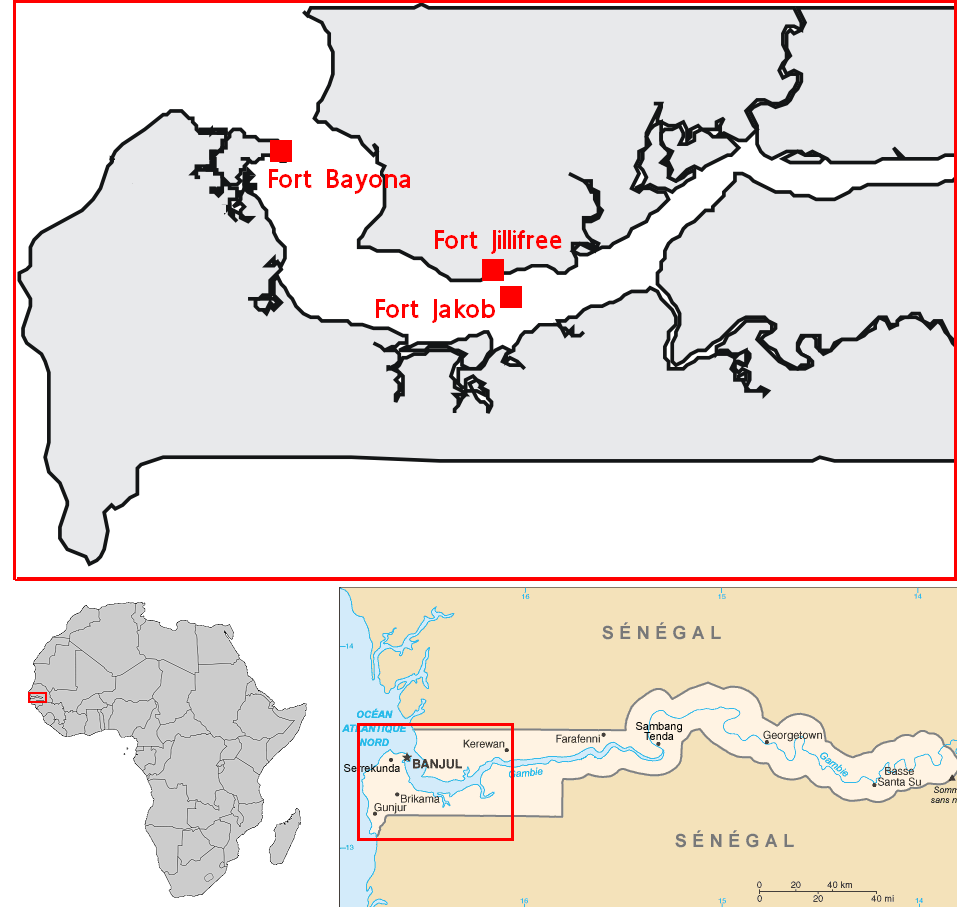
Kuronské kolonie v Africe

Kuronské kolonie byly kolonie, které patřily kuronskému a zemgalskému vévodství, vazalovi polsko-litevské unie. Hlavními přístavy byly Ventspils a Liepāja. První kolonie vznikla roku 1637, o poslední kolonii přišlo roku 1668.

## Seznam kuronských kolonií
- Celkem tři kolonie (pevnosti) na území dnešní Gambie na řece Gambie v Africe. Pevnosti se jmenovaly Fort Baycha, Fort Jacob a Fort Jillifree.
- Nové Kuronsko, kolonie na území Trinidadu a Tobaga. Byla mnohokrát ztracena a poté znovu dobyta.[1]